# 小中村
小中村（こなかむら）は、神奈川県大住郡・中郡に存在した村。

## 地理
- 河川 ： 花水川、河内川

## 歴史

### 村名の由来
戦国時代に大住郡を大中郡、淘綾郡を小中郡と呼んだことにちなむ。

### 沿革
- 1889年（明治22年）4月1日 - 町村制の施行により、河内村、根坂間村、徳延村、公所村、纒村および南原村飛地が合併して大住郡小中村が発足。
- 1896年（明治29年）4月1日 - 郡制の施行のため大住郡が淘綾郡と統合され、所属郡が中郡に変更[1]。
- 1909年（明治42年）4月1日 - 山背村と合併して旭村が発足。同日小中村廃止。
- 1954年（昭和29年）7月15日 - 旭村が平塚市に編入。